# کریس فرنچ
کریستوفر سی. فرنچ (به انگلیسی: Chris French) روان‌شناس بریتانیایی و شک‌گرای قابل توجه در زمینه روان‌شناسی باورهای پارانورمال (فوق‌الطبیعه)، شناخت و احساسات است.
او به تدریس مباحث روان‌شناسی، فراروان‌شناسی و شبه‌علم در کالج گولداسمیتس و بربک می‌پردازد. او در برنامه‌های مختلف تلویزیونی و رادیویی حاضر شده‌است، و معمولاً در این برنامه‌ها ادعاهایی چون دورآگاهی، انرژی‌درمانی، شبح، اشیای ناشناس پرنده، تجربه خروج از بدن و ستاره‌بینی را بررسی می‌کند. در ژانویه ۲۰۱۰، فرنچ به عنوان همکار کمیته تحقیق شک‌گرا برگزیده شد.